# Fred Rebell
Fred Rebell (Paul Christian Julius Sprohge; * 22. April 1886 in Ventspils; † 10. November 1968 in Sydney) war ein australischer Einhandsegler.
Er segelte am 31. Dezember 1931 von Sydney in Australien aus los, bis zum Hafen von San Pedro in Los Angeles, wo er am 8. Januar 1933 ankam. Er war damit der erste Einhandsegler der den Pazifik von West nach Ost überquerte.

## Biografie
Paul Christian Julius Sprohge wurde am 22. April 1886 in Windau, Russland (Ventspils, Lettland), als Sohn des Lehrers Henry Sproge und seiner Frau Johanna, geborene Schultz, geboren. Nach dem Besuch der Schule arbeitete er als Bankangestellter, bevor er 1907 nach Deutschland floh, um der Einberufung zur Armee zu entgehen. Er nannte sich Fred Rebell und arbeitete als Heizer, bevor er 1909 sich als blinder Passagier auf einem Schiff in Richtung Sydney schmuggelte.
Er arbeitete bei der Eisenbahn, später in einem Sägewerk und in der Landwirtschaft. Er heiratete und es wurde ein Sohn geboren. 1925 verkaufte er seine Farm, arbeitete als Zimmermann in Perth und in einem Unternehmen für Feuchtigkeitsisolierung, beendete dies aber, als seine Frau 1928 die Scheidung eingereicht hatte.
In Sydney entschloss sich in die Vereinigten Staaten von Amerika auszuwandern. Als ihm das Visum verweigert wurde, kaufte er ein gebrauchtes, offenes 18-Fuß-Regattaboot und baute es um. Er übte das Segeln im Hafen, studierte die Navigation in der Bücherei und kopierte veraltete Karten. Mit einem selbstgebauten Sextanten und einem Patentlogbuch, zwei billigen Uhren als Schiffschronometer, einem alten Navigationshandbuch und einem sechsmonatigen Vorrat an getrockneten Lebensmitteln segelte er am 31. Dezember 1931 ohne offizielle Papiere aus Sydney ab.
Sein Segelstil war ungewöhnlich gelassen. Nachdem seine Uhren stehen geblieben waren, gab er an, sich auf Träume und Gebete zu verlassen, um sich zu orientieren. Fünf Monate verbrachte er auf pazifischen Inseln, wo er sich ausruhte und sein Boot reparierte.
Rebell lief am 8. Januar 1933 in den Hafen von San Pedro, Kalifornien, ein. Er wurde von den Einwanderungsbehörden festgehalten, die sich weigerten, seinen selbstgebastelten Pass zu akzeptieren. Mit der Bürgschaft eines Hollywood-Schriftstellers fand er Arbeit als Yachtschlosser, las Bücher über „übersinnliche und religiöse“ Themen und erforschte die Lehren verschiedener Sekten. 1935 wurde er nach Lettland abgeschoben.
Da ihm die Anerkennung als lettischer Staatsbürger verweigert wurde, beschloss Rebell 1937, nach Australien zurückzukehren. Er schloss sich der Crew der Jacht Reine d' Arvor aus Guernsey an, die nach Australien fuhr. Wiederum mit einem selbstgebauten Sextanten, diente er an Bord als Navigator, Bäcker, Segelmacher und allgemeiner Handwerker. Von Jersey aus segelten sie 1939 durch den Panamakanal und erreichten Sydney am 15. Dezember.
Dort ließ sich Rebell in Sydney nieder und wurde schließlich 1955 eingebürgert. Er lebte zurückgezogen, arbeitete als Zimmermann, schrieb religiöse Traktate und war ein pfingstlicher Laienprediger. Fred Rebell starb am 10. November 1968.

## Segelreisen
- 31. Dezember 1931 Sydney – 8. Januar 1933  San Pedro, Kalifornien. Erste aufgezeichnete Einhand West-Ost-Überquerung des Pazifiks
- 1937 Guernsey  – Sydney am 15. Dezember in der Crew von Familie H.H. Brache.